# Петренковское сельское поселение
Петренковское се́льское поселе́ние — муниципальное образование в Острогожском районе Воронежской области Российской Федерации.
Административный центр — село Петренково.

## История
Статус и границы сельского поселения установлены Законом Воронежской области от 2 декабря 2004 года № 88-ОЗ «Об установлении границ, наделении соответствующим статусом, определении административных центров муниципальных образований Грибановского, Каширского, Острогожского, Семилукского, Таловского, Хохольского районов и города Нововоронеж».

## Население
| 2000 | 2005  | 2010 | 2012 | 2013 | 2014 | 2015 |
| ---- | ----- | ---- | ---- | ---- | ---- | ---- |
| 895  | ↘823  | ↗945 | ↗966 | ↗973 | ↗976 | ↘969 |
| 2016 | 2017  | 2018 |      |      |      |      |
| ↗988 | ↗1017 | ↘977 |      |      |      |      |

## Состав сельского поселения
| № | Населённый пункт  | Тип населённого пункта       | Население |
| - | ----------------- | ---------------------------- | --------- |
| 1 | Ближняя Полубянка | село                         | ↗385      |
| 2 | Пахолок           | хутор                        | ↗17       |
| 3 | Петренково        | село, административный центр | ↗543      |